# Büttikon
Büttikon (schweizerdeutsch: ˈpʏtikχə) ist eine Einwohnergemeinde im Schweizer Kanton Aargau. Sie gehört zum Bezirk Bremgarten und liegt am westlichen Rand des Bünztals.

## Geographie

Historisches Luftbild von Werner Friedli (1953)

Das Dorf liegt auf einer weitläufigen Hochebene zwischen zwei Ausläufern des Lindenbergs. Es sind dies die Nässi (570 m ü. M.) im Osten und das Bärholz (510 m ü. M.) im Norden. Die Ebene erstreckt sich von Südost nach Nordwest in Richtung Villmergen und wird durch den Hinterbach entwässert, einen Zufluss der Bünz. Nach Nordosten hin fällt die Ebene steil zum Bünztal ab.
Die Fläche des Gemeindegebiets beträgt 282 Hektaren, davon sind 93 Hektaren mit Wald bedeckt und 33 Hektaren überbaut. Der höchste Punkt befindet sich auf 570 Metern auf der Nässi, der tiefste auf 445 Metern am Ostabhang des Bärholzes. Nachbargemeinden sind Wohlen im Norden, Waltenschwil im Osten, Uezwil im Süden, Sarmenstorf im Südwesten und Villmergen im Westen.

## Geschichte
Am nordöstlichen Dorfrand am Abhang gegenüber der zur Gemeinde Waltenschwil gehörenden Ortschaft Büelisacher wurden Mitte des 19. Jahrhunderts römische Siedlungsspuren entdeckt, die eine Besiedelung der Gegend zur Römerzeit nachweisen. Die erste urkundliche Erwähnung von Putinchova erfolgte im Jahr 893 in einem Zinsrodel der Fraumünsterabtei in Zürich. Der Ortsname stammt vom althochdeutschen Putinghofun und bedeutet «bei den Höfen der Sippe des Poto», die heute verwendete Form erschien erstmals 1394.
Die Burg von Büttikon, von der keinerlei Überreste erhalten geblieben sind, war im Mittelalter der Stammsitz der Herren von Büttikon, eines bedeutenden Ministerialengeschlechts der Habsburger. Bereits im 13. Jahrhundert zogen sie auf die Burg Wikon bei Zofingen, von wo aus sie über grössere Gebiete in den Tälern der Wigger und der Suhre sowie im Seetal herrschten. Nach der Schlacht bei Sempach von 1386 verloren sie stark an Einfluss. Der letzte der Linie starb 1558 ohne Nachkommen.
Das Dorf lag zunächst im Herrschaftsbereich der Grafen von Kyburg. Nachdem diese 1264 ausgestorben waren, wurden die Habsburger die neuen Landesherren. Der Zehnten musste im Kloster Muri abgeliefert werden. 1415 eroberten die Luzerner die Dörfer Büttikon, Hilfikon, Sarmenstorf, Uezwil und Villmergen. Doch 1425 mussten sie das Gebiet an den gemeinsamen Besitz der Eidgenossen zurückgeben. Büttikon lag nun im Amt Villmergen der Freien Ämter, einer gemeinen Herrschaft. Im 17. und 18. Jahrhundert bestand eine Ziegelei, deren Erzeugnisse auch in Zürich sehr begehrt waren.
Im März 1798 marschierten die Franzosen in die Schweiz ein und riefen die Helvetische Republik aus. Büttikon bildete zusammen mit Hilfikon eine Gemeinde im Distrikt Sarmenstorf des kurzlebigen Kantons Baden. Bei der Gründung des Kantons Aargau im Jahr 1803 wurde Hilfikon wieder abgetrennt. Bis weit ins 20. Jahrhundert hinein blieb Büttikon landwirtschaftlich geprägt. Die Bevölkerung stagnierte bis 1960 bei knapp über 300. Dann setzte jedoch eine verstärkte Bautätigkeit ein und die Einwohnerzahl stieg bis heute um mehr als das Doppelte.

## Sehenswürdigkeiten

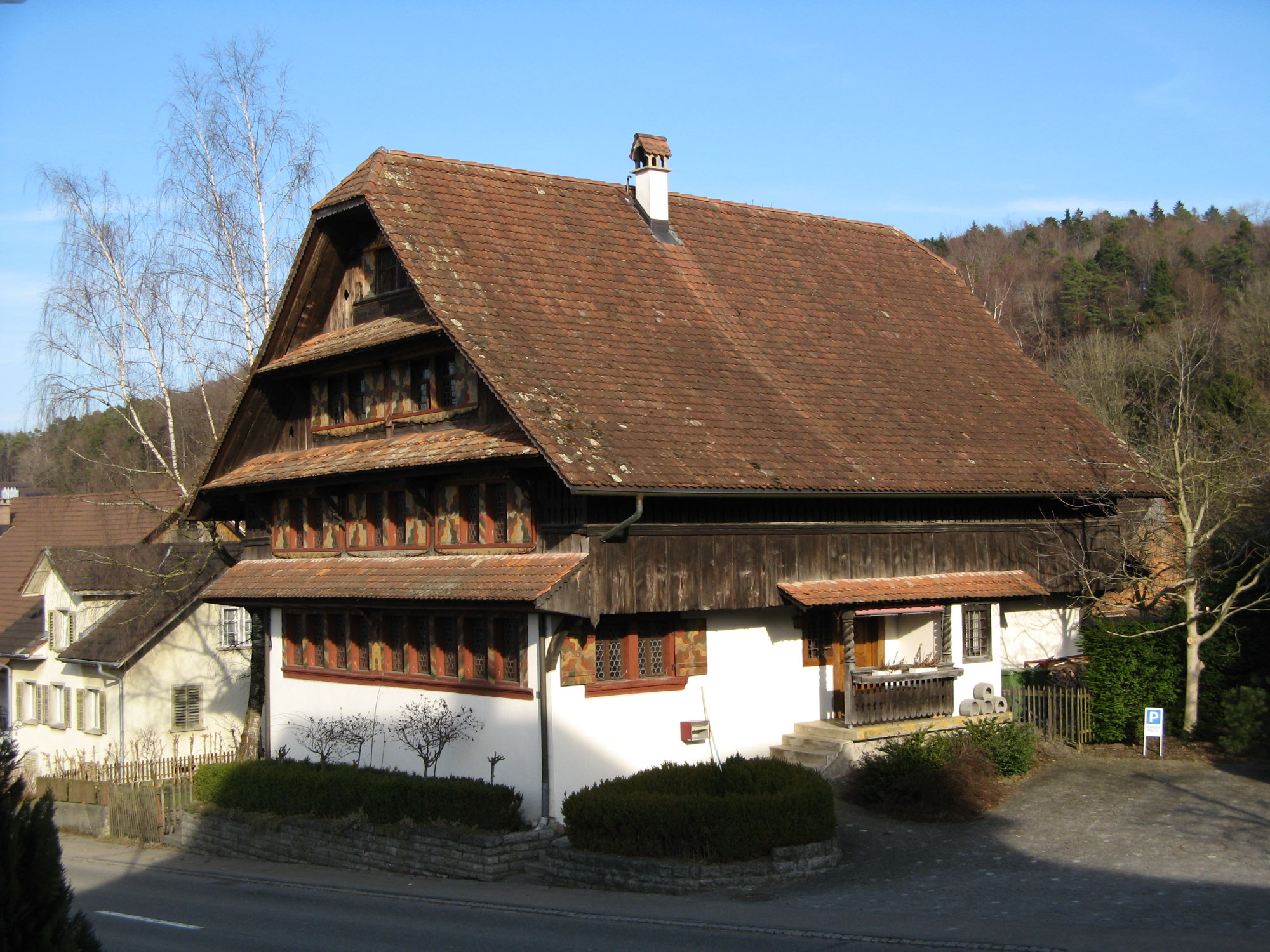
Koch-Haus

Die Kapelle von Büttikon stammt aus dem Jahr 1695. Ein Vorgängerbau an gleicher Stelle wurde 1366 erstmals erwähnt und soll die Schlosskapelle der Herren von Büttikon gewesen sein. 1696 erfolgte die Weihe zu Ehren des Heiligen Johannes des Täufers, eine weitere Weihe fand 1768 statt. Das Äussere der Kapelle mit rechteckigem Schiff und polygonalem Chor wirkt schlicht, sieht man vom Dachreiter mit seiner kräftig eingeschnürten Zwiebelhaube ab. Die letzte Renovation wurde 1955 vorgenommen. Das im Jahr 1791 erbaute Kochhaus mit dem steilen Krüppelwalmdach und zahlreichen Verzierungen gilt als eines der am besten erhaltenen Bauernhäuser dieser Zeit im Freiamt.

## Wappen
Die Blasonierung des Gemeindewappens lautet: «Von Rot und Weiss fünfmal schräg geteilt, die weissen Plätze belegt mit sechs (2,3,1) blauen Eisenhüten.» Auf dem Gemeindesiegel von 1811 war in Blau ein schwarzer Kochkessel mit Kelle über grünem Dreiberg zu sehen. Dabei handelte es sich um das Wappen der Familie Koch, die es 1622 auf einem gestifteten Steinkreuz anbringen liess. Später hielt man es fälschlicherweise für das Gemeindewappen. 1957 wurde das historisch berechtigte Wappen der Herren von Büttikon eingeführt, das bereits seit dem 13. Jahrhundert belegt ist.

## Bevölkerung
Die Einwohnerzahlen entwickelten sich wie folgt:
| Jahr      | 1798 | 1850 | 1900 | 1930 | 1950 | 1960 | 1970 | 1980 | 1990 | 2000 | 2010 | 2020 |
| Einwohner | 188  | 273  | 254  | 322  | 316  | 314  | 434  | 500  | 618  | 656  | 919  | 1061 |

Am 31. Dezember 2023 lebten 1144 Menschen in Büttikon, der Ausländeranteil betrug 19 %. Bei der Volkszählung 2015 bezeichneten sich 42,1 % als römisch-katholisch und 21,2 % als reformiert; 36,7 % waren konfessionslos oder gehörten anderen Glaubensrichtungen an. 96,0 % gaben bei der Volkszählung 2000 Deutsch als ihre Hauptsprache an.

## Politik und Recht
Die Versammlung der Stimmberechtigten, die Gemeindeversammlung, übt die Legislativgewalt aus. Ausführende Behörde ist der fünfköpfige Gemeinderat. Er wird im Majorzverfahren vom Volk gewählt, seine Amtsdauer beträgt vier Jahre. Der Gemeinderat führt und repräsentiert die Gemeinde. Dazu vollzieht er die Beschlüsse der Gemeindeversammlung und die Aufgaben, die ihm vom Kanton zugeteilt wurden. Für Rechtsstreitigkeiten ist in erster Instanz das Bezirksgericht Bremgarten zuständig. Büttikon gehört zum Friedensrichterkreis VI (Wohlen).

## Wirtschaft
In Büttikon gibt es gemäss der im Jahr 2015 erhobenen Statistik der Unternehmensstruktur (STATENT) rund 210 Arbeitsplätze, davon 8 % in der Landwirtschaft, 34 % in der Industrie und 58 % im Dienstleistungssektor. Die meisten Erwerbstätigen sind Wegpendler und arbeiten in den Nachbargemeinden, hauptsächlich in Wohlen und Villmergen.

## Verkehr
Büttikon liegt zwar abseits des Durchgangsverkehrs, ist aber über mehrere Strassen mit den Nachbargemeinden erschlossen. Die Hauptstrasse 25 zwischen der Autobahn A1 bei Lenzburg und Zug verläuft etwa einen Kilometer nördlich des Dorfes. Eine Postautolinie verbindet Büttikon mit dem Bahnhof Wohlen sowie mit Uezwil.

## Bildung
Die Gemeinde verfügt über einen Kindergarten und ein Schulhaus, in dem die Primarschule unterrichtet wird. Sämtliche Oberstufen der obligatorischen Volksschule (Realschule, Sekundarschule, Bezirksschule) können im benachbarten Wohlen besucht werden, ebenso das nächstgelegene Gymnasium, die Kantonsschule Wohlen.